# Cubocephalus insidiator
Cubocephalus insidiator là một loài tò vò trong họ Ichneumonidae.